# Prometor pocula
Prometor pocula är en djurart som tillhör fylumet skedmaskar, och som beskrevs av Hartman, O. och J.L. Barnard 1960. Prometor pocula ingår i släktet Prometor och familjen Bonelliidae. Inga underarter finns listade i Catalogue of Life.